# Pirry
Guillermo Arturo Prieto La Rotta (Tunja, Boyacá, 3 de mayo de 1970), más conocido como Pirry, es un periodista, documentalista, actor, fotógrafo y escritor, actualmente dedicado a ser influenciador en sus redes sociales. Conocido por sus programas El mundo según Pirry y Especiales Pirry del Canal RCN. Es el único colombiano que ha sido nominado al premio EMMY internacional en la categoría de mejor documental. Según estudios de Google (2018) Pirry ocupa el primer lugar entre los 10 mayores influenciadores de Colombia.

## Biografía
Guillermo Prieto la Rotta, conocido en los medios de comunicación como Pirry, es un periodista, documentalista, fotógrafo y escritor, actualmente dedicado a ser influenciador en sus redes sociales. Trabajó durante 16 años en televisión haciendo crónicas de viajes y programas periodísticos.
Durante esta etapa, ganó 4 veces el premio de periodismo más importante de Colombia, premio Simón Bolívar, y más de 15 premios periodísticos de relevancia en su país. Es el único colombiano que ha sido nominado al premio EMMY internacional en la categoría de mejor documental.
Además de ser un gran narrador de la vida cotidiana de las personas, ha hecho reportajes en zonas de guerra en varias partes del mundo, pero también ha realizado historias de acción y aventura, en lugares como el Monte Everest, la pared de El Capitán en el Parque Nacional de Yosemite de California, las montañas de Papúa Nueva Guinea y los mares de Tonga y la Polinesia Francesa entre otros.
Pirry es paracaidista con más de 200 saltos, escalador en roca y montañista aficionado, piloto de parapente y buzo certificado PADI con licencia advanced y rescue. Ha realizado videos y fotografías con especies que van desde el gran tiburón blanco en aguas de Sudáfrica, tiburones tigre, martillo, toro, ballenas jorobadas, mantarrayas gigantes entre otras. Sus historias han sido desarrolladas en más de 73 países en los cinco continentes.

## Carrera
Su carrera en los medios de comunicación inició en 1998 como director de la editorial de la revista Mundo sin Límites y paralelamente se desempeñó como escritor y fotógrafo de la revista colombiana Shock, además, prestó su voz e imagen para distintos comerciales de televisión. 
En el año 2000 inició su carrera como presentador del canal RCN en la copa extrema Sprite y empezó a trabajar como libretista del programa Francotiradores. 
En el año 2001 inició sus crónicas en Noticias RCN, de donde nace El mundo según Pirry, programa que más tarde cambiaria su nombre a Especiales Pirry cuyos libretos, dirección y presentación estaban a su cargo y el cual condujo y dirigió, se destacó por sus entrevistas a personajes tanto famosos como polémicos y por sus reportajes alrededor del mundo, normalmente matizados por situaciones de alto riesgo.
Dentro de sus reportajes se destacan la entrevista lograda con el violador y asesino en serie Luis Alfredo Garavito y "Fantasmas de la Ciudad de Piedra", un impactante reportaje sobre la situación social y política de la ciudad de Cartagena de Indias.
El domingo 26 de abril de 2015, el canal RCN emitió el último capítulo de "Especiales Pirry" en el que Guillermo, hizo un sentido homenaje a todas las personas que le colaboraron durante los 13 años en los que el programa estuvo al aire.
Actualmente, Pirry continúa con sus labores periodísticas desde un canal de Youtube, donde habla de temas de actualidad política, social y económica de Colombia

## Premios
| Premio                                      | Categoría                                                                                                  | Estado   | Año  |
| ------------------------------------------- | --- | -------- | ---- |
| Premios EMMY Internacional                  | Mejor documental TELEVISIVO Documental las manos de Dios “Garavito”                                        | Nominado | 2007 |
| Premio Nacional de Periodismo Simón Bolívar | Crónica o reportaje – televisión “Los héroes de las torres eléctricas” Noticias Rcn - Trabajo periodístico | Ganador  | 2002 |
| Premio Nacional de Periodismo Simón Bolívar | Trabajo de Revelación “Las niñas de las Farc” Canal Rcn                                                    | Ganador  | 2008 |
| Premio Nacional de Periodismo Simón Bolívar | El reportaje “Paramilitarismo, los años en los que vendimos el alma” Canal Rcn                             | Ganador  | 2009 |
| Premio Nacional de Periodismo Simón Bolívar | La investigación – Televisión “Becerro, el verdugo de Bojayá” Canal Rcn                                    | Ganador  | 2011 |
| Premios India Catalina                      | Especiales Pirry “El Becerro”                                                                              | Nominado | 2012 |
| Premios India Catalina                      | Especiales Pirry “Uxoricidio”                                                                              | Nominado | 2012 |
| Premios India Catalina                      | Talento On Line Canal YouTube “pirry sin censura”                                                          | Nominado | 2017 |
| Premios India Catalina                      | Mejor producción periodística para televisión Efecto Pirry - Red +                                         | Nominado | 2019 |
| Premios TV y Novelas                        | Programa periodístico favorito: Especiales Pirry                                                           | Ganador  | 2009 |
| Premios TV y Novelas                        | Presentadores de Opinión y/o Noticiero Mejor programa periodístico Especiales Pirry - Rcn                  | Ganador  | 2014 |
| Premios TV y Novelas                        | Presentadores de Opinión y/o Noticiero Mejor programa periodístico Especiales Pirry - Rcn                  | Ganador  | 2015 |